# José Luis Zorrilla de San Martín
José Luis Zorrilla de San Martín (Madrid, 5 de setembre de 1891 — Montevideo, 24 de maig de 1975) fou un pintor i escultor uruguaià. El seu estil combina elements de l'estètica barroca i del modernisme.

## Biografia

### Inicis
Era fill de l'escriptor Juan Zorrilla de San Martín plenipotenciari d'Uruguai a la Cort d'Alfonso XIII. Als tres anys es va traslladar a París, ciutat on va conèixer Carlos Federico Sáez. El 1898 es va radicar a Montevideo. Els seus primers retrats a l'oli daten del 1906 i mostren una gran influència de Sáez. Va cursar estudis al Cercle de Belles Arts amb el pintor Vicente Puig i posteriorment va rebre classes de l'escultor Felipe Bernini (1909). Entre 1911 i 1914, va realitzar les seves primeres exposicions en petits salons.

### Etapa europea
Rep una beca del govern uruguaià el 1914, per estudiar a Múnic, però va haver de romandre a Florència sense arribar a destinació pel fet que es va desfermar la Primera Guerra Mundial. Va tornar a l'Uruguai l'any següent i va ingressar al Palau Legislatiu com a ajudant d'escultura. Va guanyar el Concurs Internacional per erigir el Monument al Gaucho el 1922 i ja casat amb Guma Muñoz del Campo, es va traslladar amb ella i les seves dues primeres filles - Guma i Concepción - a París, on va instal·lar un taller i va estudiar amb l'escultor Antoine Bourdelle.
El monument el va haver de fondre a Brussel·les, ja que el millor taller de fosa de la capital francesa estava ocupat en la realització de l'Alvear de Bourdelle, a qui més endavant es vincularia com a deixeble i com a amic. En aquest mateix any, va realitzar el Viejo Vizcatcha, sobre el personatge del Martín Fierro, i l'estàtua de José Gervasio Artigas al Paraguai.
D'aquesta època és també "San José i el Nen", destinada a una església de l'illa Saint Louis. Paral·lelament concorria als tallers de Maillol, Despiau i Drivier. El 1925 va presentar La Font dels Atletes, al Saló de Tardor (actualment, ubicada al Parc Rodó de Montevideo), per la qual va rebre la Medalla de Plata.

### Retorn a Uruguai
El 1925 va tornar a Uruguai ia l'any següent es va inaugurar el Monument al Gaucho. Obres dels anys següents: monument a la Batalla de Sarandí (1930), decoració de la capella de la presó de dones (1930), estàtua eqüestre del Crit d'Assenci (1936) il'obelisc als constituents de 1830 (també de 1936), agulla de granit de 41 metres d'alt, amb tres al·legories de bronze, instal·lat al Parc José Batlle i Ordóñez de Montevideo).
De 1930 és el monument jacent de Monsenyor Mariano Soler, Primer Arquebisbe de Montevideo, emplaçat a la Catedral d'aquesta ciutat. Va ser convidat a concórrer a l'Exposició de París de 1937 i declarat "hoste d'honor". El 1940, al seu torn, va ser convidat a viatjar als EUA, pel president Franklin D. Roosevelt.
El 1937 va guanyar el concurs internacional per al monument al General Julio Roca a Buenos Aires i va obrir un taller en aquesta ciutat per a la seva execució. L'obra va ser inaugurada el 1941 i es troba a la cantonada de l'Avinguda President Julio Argentino Roca i al carrer Perú. A la base revestida en marbre, es destaquen dues al·legories que representen la Pàtria i Treball, i en el coronament del monument s'erigeix l'escultura del General Roca muntant un cavall.
El 1947 va realitzar l'estàtua d'Artigas que es troba al Banc de la República Oriental de l'Uruguai (inaugurada el 1949).
El monument a Artigas, encarregat pel govern d'Argentina, va ser realitzat el 1960, però la seva inauguració es va demorar fins al 1971. El 1966, amb motiu d'inaugurar-se l'estàtua d'Artigas de peu, va ser convidat pel govern d'Itàlia a concórrer a l'acte i se li va atorgar el títol de Comanador. També va realitzar un Artigas amb destinació a Villa Borghese, a Roma (1967). El Vell Pancho, emplaçat a la plaça del carrer Llibertat de Montevideo, data de 1969.
Entre el 1940 i el 1961 va ser director del Museu Nacional d'Arts Visuals de Montevideo.
Va morir a Montevideo als 83 anys.